# Muriq Bua Shpata
Muriq Bua Shpata (ur. XIV w., zm. 1414 lub 1415) – despota Arty od 1399 do 1414 lub 1415 roku.